# カプロスクス
カプロスクス (Kaprosuchus) は、マハジャンガスクス科に属する化石ワニ形類の一種。ニジェールのEchkar層（上部白亜系）から、ほぼ完全な頭骨のみが発見されている。学名はギリシャ語の kapros （イノシシ） とsouchos （ワニ） に由来する。これは、大きな犬歯状の歯を持つことに因んだものである。同じ地層からは同時に、ラガノスクス・アナトスクスなどのワニ形類も発見されている。
記載者はこの属に、"BoarCroc"（イノシシワニ）というニックネームを付けている。

## 形態
下顎骨の長さは603 mmで、全長は記載当時6m程度と推定されたが、後の研究では2.42-3.77mほどであるとされるようになった。上顎に2対、下顎に1対の犬歯状歯を持ち、特に下顎の犬歯は上顎のへこみに収まるようになっていた。犬歯は鋭く真っ直ぐで側扁し、水棲ワニ類が持つ湾曲した円錐状の歯とは全く異なっている。眼が側方に位置することも水棲ワニ類との相違点で、眼窩はわずかに前方を向き立体視ができた可能性がある。
鼻孔は上向きで、これは水棲ワニ類と同じである。吻は高さがあり、水棲ワニ類の縦扁した吻と比べてかなり頑丈だったと考えられる。また、頭骨の後方には、鱗状骨と頭頂骨から構成された後方を向く突起がある。この配置はマハジャンガスクスと似ている。左右の前上顎骨の前方には盛り上がった部分があり、ここには角質板が存在したと考えられる。

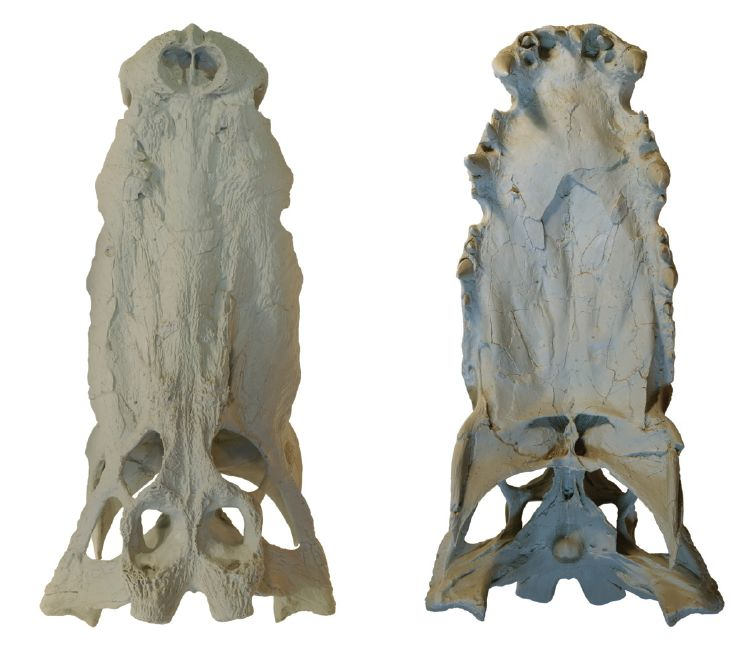
頭骨の背面（左）・腹面（右）。長さは507 mm
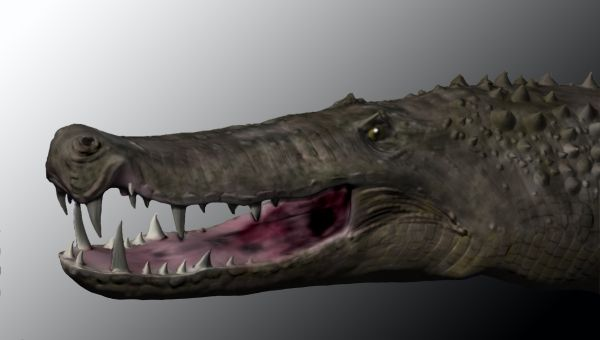
頭部復元図
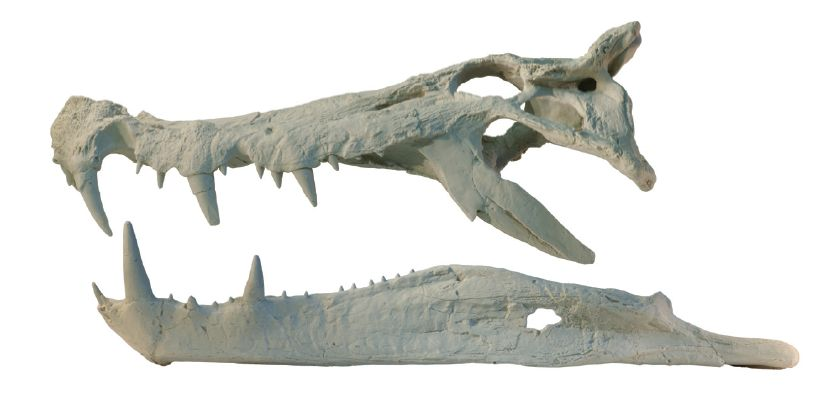
頭骨側面

## 生態
肉食で、おそらく恐竜などの大型の陸上脊椎動物を獲物としたと考えられる。このとき立体視が役立った可能性がある。
下顎の長い後関節突起によって口を素早く開くことが可能で、癒合した鼻骨により顎は強化されていた。鼻先の角質板は標的に突撃した際の衝撃をより高めていた。鼻孔は上を向いており、この際の衝撃から保護されていたと見られる。
ただし、アイオワ大学の古生物学者クリストファー・ブロチュはカプロスクスなどの古代ワニが前述のように突進することが可能だったかはわからないと述べている。